# Jordan Paquot
Jordan Paquot (29 december 1998) is een Belgische atleet, die zich heeft gespecialiseerd in de sprint. Hij werd eenmaal Belgisch kampioen.

## Loopbaan
Paquot nam op de  4 x 100 m tweemaal deel aan de Europese kampioenschappen U20. In 2015 werd hij in Eskilstuna met de Belgische ploeg uitgeschakeld in de series. Twee jaar later behaalde hij in Grosseto een achtste plaats. 
In 2022 werd Paquot voor het eerst Belgisch indoorkampioen op de 200 m. Hij werd dat jaar op de 4 x 100 m estafette geselecteerd voor de Europese kampioenschappen in München. Hij werd met de Belgische ploeg zesde in de finale.
Club
Paquot is aangesloten bij Seraing Athlétisme.

## Belgische kampioenschappen
Indoor
| Onderdeel | Jaar |
| --------- | ---- |
| 200 m     | 2022 |

## Persoonlijke records
Outdoor
| Onderdeel | Prestatie | Wind     | Datum        | Plaats |
| --------- | --------- | -------- | ------------ | ------ |
| 100 m     | 10,34 s   | +1,8 m/s | 17 juni 2023 | Ciney  |
| 200 m     | 21,38 s   | +1,6 m/s | 11 juni 2021 | Genève |

Indoor
| Onderdeel | Prestatie | Datum            | Plaats           |
| --------- | --------- | ---------------- | ---------------- |
| 60 m      | 6,81 s    | 23 februari 2025 | Gent             |
| 200 m     | 21,32 s   | 26 februari 2022 | Louvain-la-Neuve |

## Palmares

### 60 m
- 2025:  BK indoor AC – 6,81 s

### 100 m
- 2024:  BK AC – 10,35 s

### 200 m
- 2019:  BK indoor AC – 21,97 s
- 2020:  BK indoor AC – 21,56 s
- 2022:  BK indoor AC – 21,39 s

### 4 x 100 m
- 2015: 5e in serie EK U20 in Eskilstuna – 40,82 s
- 2017: 8e EK U20 in Grosseto – 41,41 s
- 2022: 6e EK in München - 39,01 s